# Elvira de Hidalgo
Elvira de Hidalgo, pseudonimo di Elvira Juana Rodríguez Roglán (Valderrobres, 27 dicembre 1892 – Milano, 21 gennaio 1980), è stata un soprano e insegnante di canto spagnola.

## Biografia e carriera
Ebbe come allieva Maria Callas. Di tutte le insegnanti della Callas, la de Hidalgo fu quella che probabilmente ebbe maggiore influenza su di lei.
Debuttò nel 1908 come Rosina ne Il barbiere di Siviglia al Teatro di San Carlo di Napoli e proseguì la carriera come soprano di coloratura nei maggiori teatri del mondo.
Sempre come Rosina ne Il barbiere di Siviglia debutta al Grand Théâtre de Monte Carlo il 27 febbraio 1909 con Titta Ruffo, Fëdor Šaljapin ed Antonio Pini-Corsi e nel 1910 con Alessandro Bonci ed Antonio Pini-Corsi al Metropolitan Opera House di New York dove è anche Gilda in Rigoletto con Enrico Caruso e Amina ne La sonnambula con Bonci.
Sempre nel 1910 è Euridice ne L'Orfeo a Montecarlo.
Nel 1911 a Montecarlo è Amina ne La sonnambula e Linda di Chamounix con Ruffo.
Nel 1912 è Nedda in pagliacci, Gilda in Rigoletto a Montecarlo e Rosina ne Il barbiere di Siviglia diretta da Rodolfo Ferrari con Ruffo, Giuseppe Kaschmann e Francesco Navarrini al Teatro La Fenice di Venezia e con Ruffo e Šaljapinal Palais Garnier di Parigi.
Elvira ne I puritani, Marie nella Figlia del reggimento, Lakmé, furono alcuni dei ruoli che interpretò nella sua carriera. 
Nel 1916 fu scelta dal Teatro alla Scala di Milano per il centenario del Barbiere.
Nel 1936 iniziò la sua attività di insegnante di canto al conservatorio "Odeon Athenon" di Atene.
Esistono diverse registrazioni della voce della Hidalgo. La sua "Una voce poco fa" dal Barbiere di Siviglia di Rossini è un tipico esempio del canto nell'inizio del Novecento. Il suo timbro e la grande agilità erano peculiari della tecnica di canto che insegnanti come Mathilde Marchesi utilizzavano nel tardo Ottocento.
Maria Callas ricevette dalla sua insegnante la rigorosa e ben definita preparazione vocale di questa scuola italiana di canto. Gli immacolati abbellimenti, l'uso abile dei suoi registri vocali riflettono l'insegnamento di questo metodo vocale.
Dopo l'insegnamento al conservatorio di Atene, la de Hidalgo tra il 1949 e il 1954 insegnò al conservatorio di Ankara e, a partire dal 1959, nel conservatorio di Milano.

## Vocalità e personalità interpretativa
Voce di timbro argentino, estesa (dal si grave al mi sovracuto), di volume limitato ma molto duttile e agile e sorretta da un'ottima tecnica (anche virtuosistica), è stata una delle più grandi interpreti del repertorio belcantistico di primo Novecento. Come attrice possedeva grazia, vivacità e senso della misura.